# Carl Ulrik Stagnelius
Carl Ulrik Stagnelius, född 19 augusti 1791 i Gärdslösa församling, Kalmar län, död 20 oktober 1831 i Norrtälje församling, Stockholms län, var en svensk häradshövding.

## Biografi
Carl Ulrik Stagnelius föddes 1791 i Gärdslösa församling. Han var son till Magnus Stagnelius. Stagnelius blev 5 februari 1822 häradshövding i Gotlands norra domsaga. Han avled 1831 i Norrtälje församling.